# Impact (gruppo musicale italiano)
Gli Impact sono stati un gruppo musicale italiano di genere hardcore punk, nato a Ferrara nei primi anni ottanta. Assieme ad altri gruppi, quali RAF Punk, Raw Power, Rappresaglia e Stigmathe, hanno costituito la base della scena hardcore emiliana e più in generale furono parte della scena hardcore italiana.
In attività per tutti gli anni ottanta, il gruppo si sciolse all'inizio dei novanta, dopo le ultime pubblicazioni, in cui avevano subito un cambiamento di sound che deluse i fan ed in parte anche gli stessi componenti del gruppo. Attualmente sono di nuovo in attività con una serie di concerti.

## Storia del gruppo
Gli Impact nascono a Ferrara nel 1980. I componenti del gruppo, come spesso usava nella scena hardcore punk, usavano pseudonimi come Paul Root alla voce, Stefano "janz" Ragazzi alla chitarra, Bistek al basso e Alberto "Gigo" Gigante alla batteria. Con questa formazione che vedrà più avanti l'ingresso di "Aiace" alla voce, il gruppo inizia il proprio percorso che lo porterà presto all'incisione del nastro 15-3-1982, che però non fu mai pubblicato ufficialmente.
Nel 1983 intraprendono la collaborazione con gli Eu's Arse, che li porterà alla realizzazione dello split album su 7" autoprodotto dal titolo Questa è la loro speculazione di morte!. Il disco, in cui appare per la prima volta "Infa" alla voce, ottiene fra le recensioni, anche quella della fanzine di San Francisco Maximumrocknroll, che mensilmente teneva una rubrica sulla scena hardcore punk internazionale.
Nel 1984 vengono invitati dalla statunitense R Radical Records di Dave Dictor dei MDC, a partecipare al doppio album compilazione International P.E.A.C.E. Benefit Compilation, che vedeva fra gli altri band come Crass, D.O.A., Dirty Rotten Imbeciles, Septic Death, Conflict, Reagan Youth, White Lies, Subhumans, Dead Kennedys, Butthole Surfers, ma anche altri gruppi della scena italiana come Blue Vomit, Nerorgasmo, Negazione, Peggio Punx, Wretched, Contrazione, Declino, Cheetah Chrome Motherfuckers e RAF Punk. La compilazione uscì in collaborazione Maximumrocknroll.
Il 1985 gli Impact producono per la Chaos Produzioni, l'album Solo odio. L'etichetta discografica era il progetto di produzione dei Wretched, con il quale pubblicarono molti gruppi della scena italiana e non solo. Il disco appare oggi, per energia e testi politicizzati, come uno dei più rappresentativi dell'hardcore punk italiano. Nel tour che ne seguì, nel gruppo si susseguirono vari cambi di formazione che trovarono stabilità con il passaggio di Bistek alla voce e l'ingresso di Diego Fabbri, precedentemente membro dei Disarmo totale.
Nel 1987 pubblicano per la Blu Bus, etichetta discografica nata dalla collaborazione dei Kina e dei Franti, il 12" dal titolo Attraverso l'involucro.
Nel 1990 esce Tutto tace per la torinese TVOR on vinyl. Il disco non riscuote il gradimento dei precedenti, innescando una spirale che porterà il gruppo allo scioglimento nel 1992.

## Discografia

### Album in studio
- 1982 - Impact demotape (Cassetta, autoproduzione)
- 1984 - Solo odio (LP, Chaos Produzioni)
- 1987 - Attraverso l'involucro (12", Blu Bus)
- 1990 - Inganno senza fine (7", Circus)
- 1990 - Tutto tace (LP, TVOR on vinyl)

### Split
- 1983 - Questa è la loro speculazione di morte! (split 7" con gli Eu's Arse, autoproduzione)
- 1991 -  Concerto Al C.S.A. Udine - Impact & Fast-Idio (Cassetta, C.S.A. Udine)
- 1995 - Impact/D.U.S.K. split E.P. (split 7", Circus)

### Raccolte
- 1995 - 80-85 (LP)
- 2005 - 80 - 87 (CD)

### Compilation
- 1982 - Concerto Punk - Torviscosa (UD) 2-10-82 (Cassetta, Nuova Fahrenheit, Gruppo Sociale Bassa Friulana)
- 1983 - Lorteland (Cassetta, Boston Tea Party)
- 1983 - Autogestione! (Cassetta, Nuova Fahrenheit)
- 1984 - International P.E.A.C.E. Benefit Compilation (2 LP, R Radical Records)
- 1985 - Ex Enel 13/7/85 (Cassetta, Seminale produzioni)
- 1986 - Emma (2 LP, M. A. Draje)
- 1990 - Rifiuto (Cassetta, Az Autoproduzioni)
- 1990 - Shabab (LP, Blu Bus)
- 1990 - Prima della Seconda Repubblica (Cassetta, Provincia Attiva)
- 1990 - Rovina Hardcore - Live 1981-1985 (Cassetta, Provincia Attiva)
- 1996 - No One Can Decide for You (The Furious Years Of Italian Hardcore-Punk In 7 Inches) (CD, Antichrist/Dionysis)
- 2005 - Hate/Love (2 CD / 2 LP, LoveHate80 / S.O.A. Records / Mele Marce Records)